# Сындаров, Кузыбакар
Кузыбакар Сындаров — советский хозяйственный, государственный и политический деятель, председатель колхоза «Ленинград» Сырдарьинского района Сырдарьинской области. Герой Социалистического Труда (1976).

## Биография
Родился в 1924 году в Фаришском районе. Член КПСС.
Участник Великой Отечественной войны, автоматчик мотобатальона 19-й самоходной артиллерийской бригады. С 1946 года — на хозяйственной, общественной и политической работе. В 1946—1984 гг. — бухгалтер, председатель колхоза «Ленинград» Сырдарьинского района Сырдарьинской области.
Указом Президиума Верховного Совета СССР от 25 декабря 1976 года присвоено звание Героя Социалистического Труда с вручением ордена Ленина и золотой медали «Серп и Молот».
Умер 1994 года.